# Блискавкозахист

Схема найпростішого блискавкозахисту будівлі: приймач блискавки, відвід, заземлювач

Блискавкоза́хист (англ. lightning protection, lightning-discharge protection; нім. Blitzschutz m) — сукупність заходів і технічних засобів для охорони будівель, споруд, обладнання та електричних пристроїв від дії блискавки.

## Вступ
Важливою властивістю системи блискавкозахисту є те, що повний електричний опір (як активний опір, так і індуктивний опір) кола відведення атмосферного струму, має бути якомога меншим від найвищої точки системи до рівня землі. Це забезпечує те, що перенапруга, яка виникає вздовж системи блискавкозахисту, залишатиметься якомога нижчою та не буде ризику пробою на інші частини будівлі. Також дуже важливо, щоби система блискавкозахисту була приєднана до іншої системи заземлення (контуру заземлення) будинку, нижче рівня землі або якомога ближче до рівня землі. Це забезпечує відсутність загрозливої різниці напруги між системою заземлення споруди та навколишньою землею.
Важливо знати, що система блискавкозахисту встановлена на будинку, не призведе до збільшення частоти влучання блискавок у цю будівлю та прилеглу територію. Вона лише дає впевненість, що коли блискавка вдарить вперше, збиток буде якнайменший. Також варто зауважити, що неправильно побудований об’єкт може збільшити ризик удару блискавки.

## Улаштування

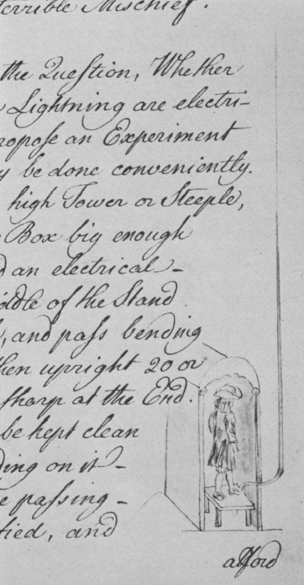
Одна з перших робіт Франкліна з грозозахисту

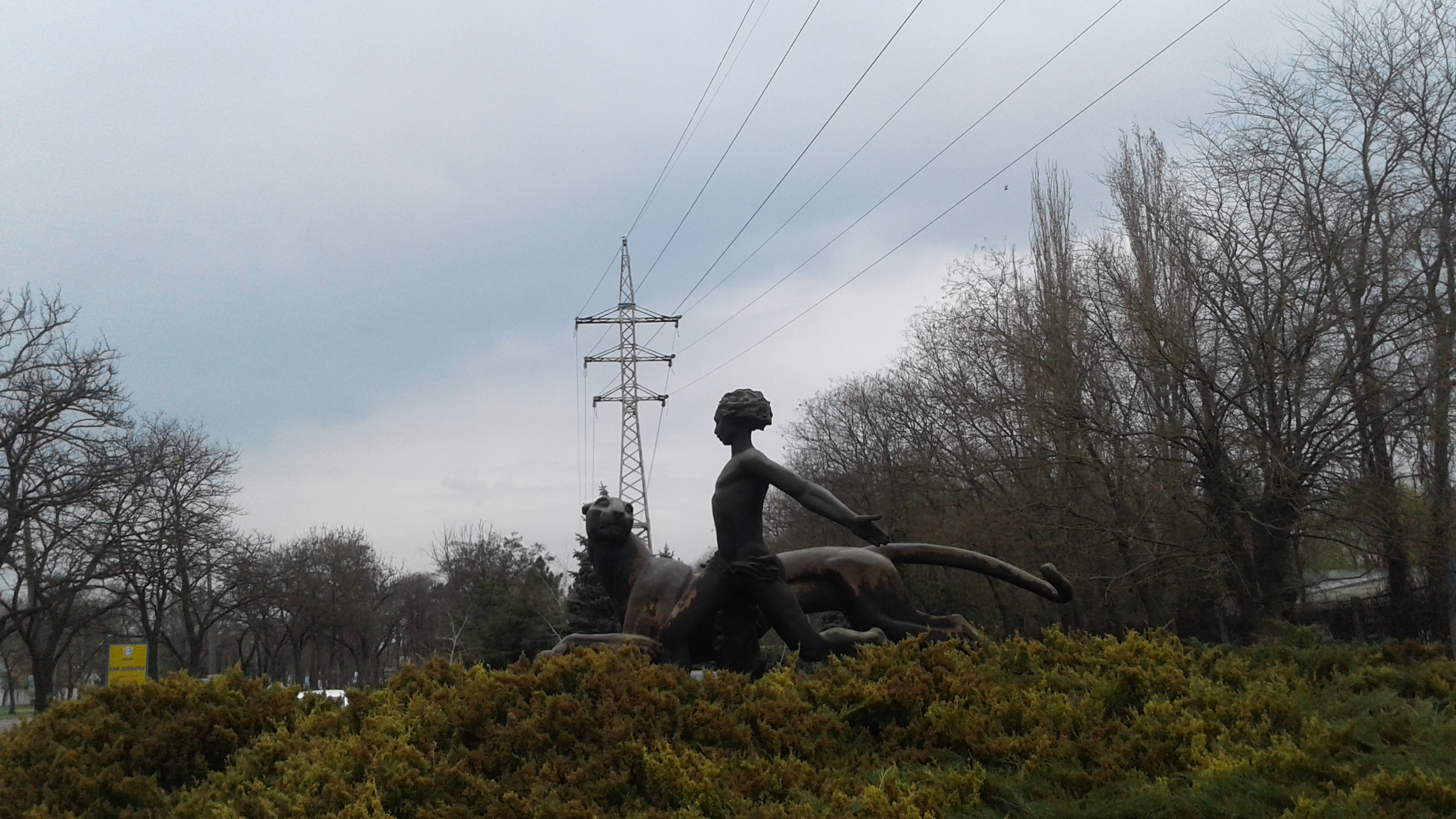
Високовольтні ЛЕП зазвичай мають грозозахисний трос (самий верхній на знімку)

Заходи з улаштування блискавкозахисту поділяються на зовнішню та внутрішню систему заходів від перенапруги. Зовнішня грозозахисна система захищає споруду від прямих ударів блискавки (ПУБ). Внутрішня  захисна система зберігає чутливе електрообладнання об'єкта від вторинних проявів блискавки.
Зовнішня система заходів з блискавкозахисту здійснюється шляхом установлення безпосередньо на споруді що захищається, (або віддалено від неї) блискавковідводів, які складаються з блискавкоприймачів (природних або штучних: стрижневих, тросових, сітчастих), струмовідвідних спусків, які з'єднують блискавкоприймач із землею через заземлювачі. Слід враховувати, що будівлі, котрі мають металевий дах і зовнішню обшивку із сендвіч-панелей з металевими шарами, наприклад із композитних панелей DIBOND або профлиста, можуть не мати блискавкозахисту. У цьому разі відведення струмів атмосферної перенапруги конструктивно відбувається металевою обшивкою.
Внутрішня система заходів з блискавкозахисту здійснюється шляхом встановлення спеціальних пристроїв захисту від імпульсних перенапруг (ПЗІП) — переважно модульних обмежувачів перенапруг, а також шляхом екранування чутливого електрообладнання.
Влаштування блискавкозахисту в Україні підтримується документом: ДСТУ EN 62305:2012 «Блискавкозахист»  (ДСТУ EN 62305-1:2012 Захист від блискавки. Частина 1. Загальні принципи (EN 62305-1:2011, IDT); ДСТУ IEC 62305-2:2012 Захист від блискавки. Частина 2. Керування ризиками (IEC 62305-2:2010, IDT); ДСТУ EN 62305-3:2021 Блискавкозахист. Частина 3. Фізичні пошкодження будівель (споруд) та небезпека для життя (EN 62305-3:2011, IDT; ІЕС 62305-3:2010, MOD) (IEC 62305:2006, NEQ); ДСТУ EN 62305-4:2012 Захист від блискавки. Частина 4. Електричні та електронні системи, розташовані в будинках і спорудах (EN 62305-4:2011, IDT)) .